# Centro Olímpico de Tenis (Río de Janeiro)
El Centro Olímpico de Tenis (en portugués: 'Centro Olímpico de Tênis') es un estadio de tenis localizado en el Parque Olímpico de Río de Janeiro en la Barra da Tijuca en la zona del oeste de Río de Janeiro. El centro fue sede de los Juegos Olímpicos de Río de Janeiro 2016, y el tenis en silla de ruedas y el fútbol 5 de los Juegos Paralímpicos de Río de Janeiro 2016. El centro fue construido en el sitio donde estuvo el Autódromo Internacional Nelson Piquet.
El centro comprende un estadio con la cancha de tenis Maria Esther Bueno y 16 canchas adicionales. La superficie de cancha dura fue suministrada por el proveedor GreenSet Worldwide. La estructura de la cancha principal tiene una capacidad para 20 000 espectadores, la secundaria para 5000 y cuenta con otra tercera para 3000. El resto de canchas pueden tener 250 espectadores cada una.

## Construcción

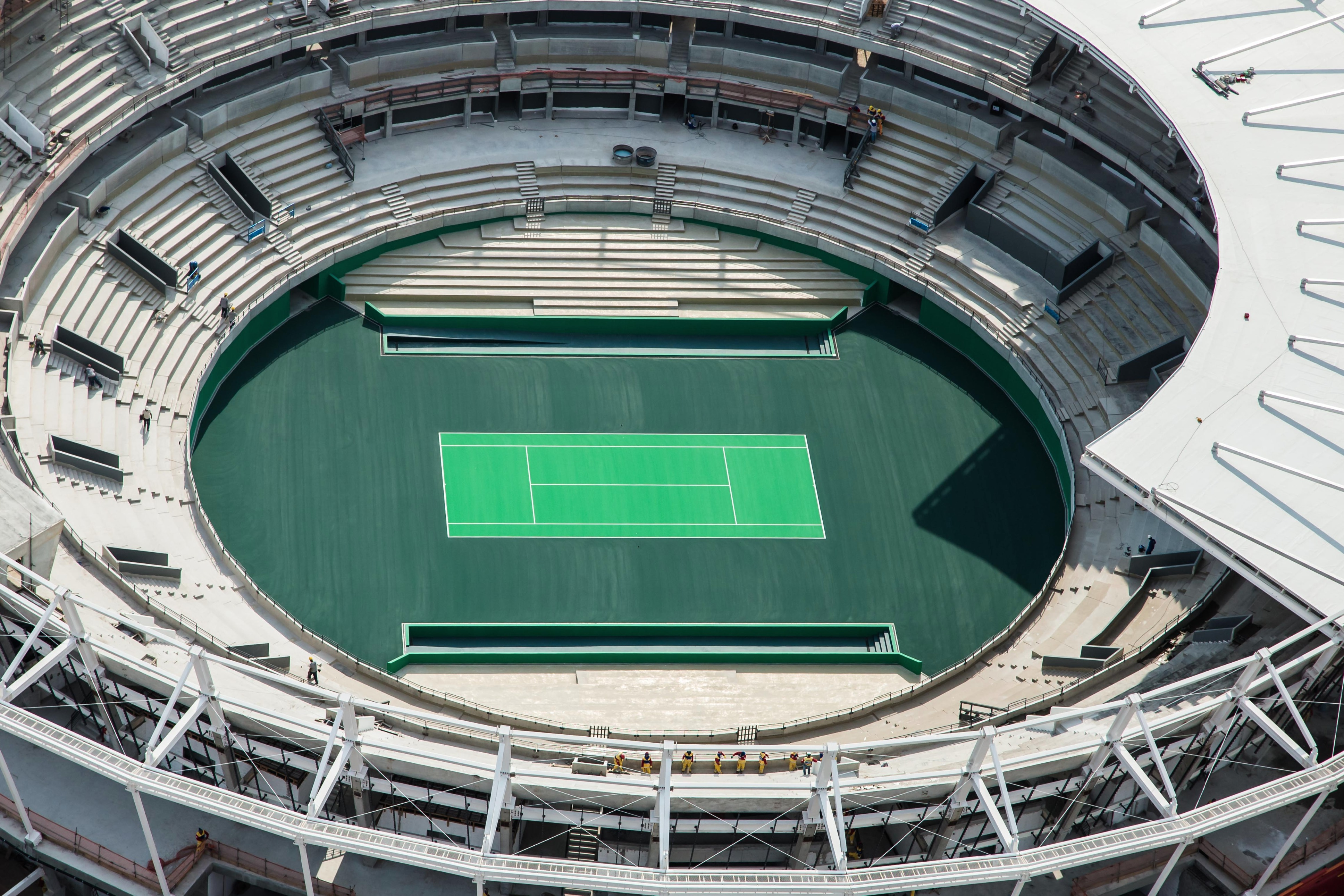
El estadio en construcción

La construcción empezó en 2013 y fue concluida en 2016. Tuvo un costo de R$ 191,1 millones, que corrieron a cargo del gobierno federal brasileño y la Prefeitura do Município do Rio de Janeiro. En diciembre de 2015, la cancha principal del centro fue nombrada como Maria Esther Bueno, una jugadora de tenis brasileña retirada, quien es la primera mujer en ganar cuatro dobles títulos de Grand Slam en un año. En marzo de 2016 la Federación Internacional de Tenis manifestó su preocupación por que a esa fecha consideraban que las instalaciones no estaban concluidas adecuadamente a meses de iniciar los juegos.

## Pruebas previas a los juegos
En diciembre de 2015 se realizó en este centro la Correios Brasil Masters Cup, un campeonato que fue disputado por 74 tenistas brasileños como parte del programa de pruebas Aquece Río. En el evento se realizó un partido de clausura entre los tenistas Thomaz Bellucci y Orlando Luz.

## Futuro de la sede
Finalizados los juegos, el Centro Olímpico de Tenís será parte del futuro Centro Olímpico de Entrenamiento (COT) (Centro Olímpico de Treinamento, en portugués), por lo que la cancha principal será reducida a 10 mil espectadores y serán construidas ocho canchas más, con el fin de entrenar tenistas de alto rendimiento y utilizar el área para proyectos sociales relacionados con el tenis.